# Ignacio Nazareno Trejos Picado
Ignacio Nazareno Trejos Picado (ur. 31 lipca 1928 w Guadalupe de Cartago) – kostarykański duchowny katolicki, biskup pomocniczy San José de Costa Rica 1968–1974 i biskup diecezjalny San Isidro de El General 1974–2003.

## Życiorys
Święcenia kapłańskie otrzymał 8 marca 1952.
5 stycznia 1968 papież Paweł VI mianował go biskupem pomocniczym San José de Costa Rica ze stolicą tytularną Aquae Albae in Mauretania. 8 marca 1968 z rąk arcybiskupa Paolino Limongiego przyjął sakrę biskupią. 19 grudnia 1974 papież Paweł VI mianował go biskupem diecezjalnym San Isidro de El General. 31 lipca 2003 ze względu na wiek złożył rezygnację z zajmowanej funkcji.